# Нюрнбергский процесс над генералами юго-восточного фронта
Нюрнбергский процесс над генералами юго-восточного фронта, также известный как Процесс по делу о заложниках (или, официально, Соединённые Штаты Америки против Вильгельма Листа и др.). Проводился с 8 июля 1947 года до 19 февраля 1948 года и был седьмым из двенадцати процессов по военным преступлениям, которые власти США проводили в своей оккупационной зоне в Германии в Нюрнберге после окончания Второй мировой войны. Эти двенадцать судебных процессов были проведены американскими военными судами, а не Международным военным трибуналом, но прошли в тех же комнатах во Дворце юстиции. Двенадцать американских судебных процессов все вместе известны как «Последующие Нюрнбергские процессы», или, более формально, как «Судебные процессы над военными преступниками Нюрнбергских военных трибуналов» (NMT).
Этот судебный процесс также известен как «Юго-восточный процесс», так как ответчиками были немецкие генералы, командовавшие войсками в юго-восточной Европе в Балканской кампании, а именно в Греции, Албании и Югославии, и они были обвинены во взятии гражданских лиц в заложники и массовых расстрелах таких заложников и «партизан», совершенных немецкими войсками с 1941 года.
Судьями в этом процессе были Чарльз Ф. Веннерстрам (председательствующий судья) из Айовы, Джордж Дж. Берк из Мичигана, и Эдвард Ф. Картер из Небраски. Главным обвинителем был Телфорд Тейлор, главным прокурором — Теодор Фенстермахер. Обвинительное заключение было подано 10 мая 1947; судебный процесс длился с 8 июля 1947 года до 19 февраля 1948 года. Из 12 обвиняемых Франц Бёме покончил жизнь самоубийством перед предъявлением обвинения, а Максимилиан фон Вейхс был освобождён от суда по медицинским причинам. Из оставшихся десяти обвиняемых двое были оправданы; остальные получили тюремные сроки от семи лет до пожизненного заключения.

## Обвинение
Обвиняемым были предъявлены четыре обвинения в совершении военных преступлений и преступлений против человечности:
1) Массовые убийства сотен тысяч мирных жителей в Греции, Албании и Югославии посредством захвата заложников и карательных убийств.
2) Грабежи и бессмысленное разрушение деревень и городов в Греции, Албании, Югославии.
3) Убийство и жестокое обращение с военнопленными, произвольное определение комбатантов как «партизан», отказ им в предоставлении статуса военнопленных, а также их убийства.
4) Убийство, пытки, депортации и отправка в концлагеря греческих, албанских и югославских гражданских лиц.
Суд имел дело с двумя актуальными вопросами:
1) Были ли партизаны «законно воюющими» и имели ли они, таким образом, право на статус военнопленных?
2) Были ли законными в качестве «защиты» против партизанских атак взятие заложников и репрессии в отношении гражданских лиц?

## Подсудимые
| ФИО                   | Должность на момент совершения преступлений | Обвинения | Обвинения | Обвинения | Обвинения | Приговор                                                                                        |
| ФИО                   | Должность на момент совершения преступлений | 1         | 2         | 3         | 4         | Приговор                                                                                        |
| --------------------- | --- | --------- | --------- | --------- | --------- | ----------------------------------------------------------------------------------------------- |
| Вильгельм Лист        | Генерал-фельдмаршал, Главнокомандующий на Юго-Востоке в 1941—1942 гг., командующий немецкой 12-й армией в 1941 г.                                   | G         | I         | G         | I         | Пожизненное заключение; освобожден в декабре 1952 г. по медицинским показателям. Умер в 1971 г. |
| Максимилиан фон Вейхс | Генерал-фельдмаршал, командовавший немецкой 2-й армии на протяжении Балканской кампании в звании генерал-полковника                                 | I         | I         | I         | I         | Освобождён от суда из-за болезни. Умер в 1954 г.                                                |
| Лотар Рендулич        | Генерал-полковник, командующий 2-й танковой армией на территории Югославии в 1943—44 гг.                                                            | G         | I         | G         | G         | 20 лет тюремного заключения, срок сокращён до 10 лет. Освобожден в 1951 г. Умер в 1971 г.       |
| Вальтер Кунце         | Генерал инженерных войск, преемник В. Листа на должности Главнокомандующего на Юго-Востоке и командующий 12-й армии с 29 октября 1941 г.            | G         | I         | G         | G         | Пожизненное заключение. Освобождён в 1953 г. Умер в 1960 г.                                     |
| Герман Фёрч           | Генерал-майор, начальник штаба 12-й армии | I         | I         | I         | I         | Оправдан. Умер в 1961 г.                                                                        |
| Франц Бёме            | Генерал горнострелковых войск, командующий 18-го горного корпуса (1940—43), преемник Л. Рендулича в 1944 г.                                         | I         | I         | I         | I         | Совершил самоубийство 30 мая 1947 г. (перед предъявлением обвинения).                           |
| Хельмут Фельми        | Генерал; командующий армейской группой «Южная Греция»                                                                                               | G         | G         | I         | I         | 15 лет тюремного заключения; срок сокращён до 10 лет в 1951 году. Умер в 1965 г.                |
| Хуберт Ланц           | Генерал горнострелковых войск, командующий 22-го горного корпуса (1943—45)                                                                          | G         | I         | G         | I         | 12 лет тюремного заключения; освобождён в 1951 г. Умер в 1982 г.                                |
| Эрнст Денер           | Генерал-майор, командующий 69-го резервного армейского корпуса с августа 1943 г. по март 1944 г.                                                    | G         | I         | I         | I         | 7 лет тюремного заключения; освобождён в 1951 г. Умер в 1970 г.                                 |
| Эрнст фон Лейзер      | Генерал пехоты, командующий 15-го горного корпуса с ноября 1943 г. по июль 1944 г., командующий 21 горного корпуса с июля 1944 г. по апрель 1945 г. | I         | I         | G         | G         | 10 лет тюремного заключения; освобождён в 1951 г. Умер в 1962 г.                                |
| Вильгельм Шпайдель    | Генерал-майор, военный командующий в Греции в 1942—44 гг.                                                                                           | G         | I         | I         | I         | 20 лет тюремного заключения; освобождён в 1951 г. Умер в 1970 г.                                |
| Курт фон Гайтнер      | Начальник штаба военных командований в Сербии и Греции                                                                                              | I         | I         | I         | I         | Оправдан. Умер в 1968 г.                                                                        |

Легенда: I — обвинён, G — обвинён и признан виновным